# Lutz Götz
Lutz Götz (12 de agosto de 1891 - 3 de octubre de 1958) fue un actor de nacionalidad alemana.

## Biografía
Su verdadero nombre era Ludwig Lutz, y nació en Múnich, Alemania. Inició su carrera cinematográfica durante la República de Weimar, desempeñando papeles en películas poco conocidas. No le llegó el éxito hasta el Tercer Reich, pues en sus películas encarnaba a personajes autoritarios, particularmente demandados en la época Nazi. Así, en Die goldene Spinne fue el inspector de la Gestapo Vonhoff, y en el film bélico Stukas encarnó a un militar de rango Stabsfeldwebel. Su papel de mayor fama llegó con la comedia Die Feuerzangenbowle, en la cual era el profesor Dr. Brett, el único al cual respetan los estudiantes. Hacia el final de la Segunda Guerra Mundial también actuó en Shiva und die Galgenblume, la última producción rodada durante el Tercer Reich, que no llegó a completarse. Finalizada la contienda, siguió trabajando en el cine, siendo algunas de sus películas Das verurteilte Dorf y Die Geschichte vom kleinen Muck.
Lutz Götz falleció en el año 1958 en Berlín, Alemania. Entre 1920 y 1932 estuvo casado con la actriz Anneliese Reppel.

## Filmografía (selección)
- 1919 : Desperados
- 1930 : Der unsterbliche Lump
- 1935 : Ein idealer Gatte
- 1937 : Unternehmen Michael
- 1938 : Pour le Mérite
- 1939 : Die Hochzeitsreise
- 1940 : Falschmünzer
- 1940 : Trenck, der Pandur
- 1941 : Quax, der Bruchpilot
- 1941 : Über alles in der Welt
- 1941 : Jakko
- 1942 : Himmelhunde
- 1943 : Die goldene Spinne
- 1944 : Die Feuerzangenbowle
- 1945 : Sag’ die Wahrheit (inacabada)
- 1945 : Shiva und die Galgenblume (inacabada)
- 1947 : Quax in Afrika
- 1948 : Der Herr vom andern Stern
- 1950 : Saure Wochen – frohe Feste
- 1951 : Die letzte Heuer
- 1952 : Roman einer jungen Ehe
- 1952 : Das verurteilte Dorf
- 1953 : Die Geschichte vom kleinen Muck
- 1953 : Die Unbesiegbaren
- 1954 : Leuchtfeuer
- 1955 : Der Ochse von Kulm
- 1956 : Thomas Müntzer – Ein Film deutscher Geschichte
- 1958 : Emilia Galotti